# Leptopelis broadleyi
Leptopelis broadleyi és una espècie de granota de la família dels hiperòlids que viu a Malawi, Moçambic i Zimbàbue.